# Tricentrus altidorsus
Tricentrus altidorsus är en insektsart som beskrevs av William D. Funkhouser 1929. Tricentrus altidorsus ingår i släktet Tricentrus och familjen hornstritar. Inga underarter finns listade i Catalogue of Life.